# Rasmus Elm
Rasmus Elm (ur. 17 marca 1988 w Kalmarze) – szwedzki piłkarz występujący na pozycji pomocnika
Jego dwaj bracia – Viktor i David również są piłkarzami.

## Kariera klubowa
Rasmus Elm jako junior trenował w dwóch klubach – Johansfors IF oraz Emmaboda IS. 
Zawodową karierę rozpoczynał w 2005 roku w Kalmar FF. W Allsvenskan zadebiutował 9 maja 2007 roku w zremisowanym (0:0) pojedynku z IFK Göteborg. Podczas rozgrywek w 2007 roku, Elm piętnaście razy pojawił się w pierwszym składzie Kalmar FF, a jego klub wywalczył wicemistrzostwo kraju. 21 maja 2007 piłkarz strzelił swojego pierwszego ligowego gola, w spotkaniu Kalmar FF z GAIS (3:0). W sezonie 2008, Elm razem ze swoją drużyną sięgnął po pierwszy w historii klubu tytuł mistrza kraju, gdy jego Kalmar FF wyprzedziło w końcowej tabeli o jeden punkt IF Elfsborg. 
W sierpniu 2009 roku został piłkarzem holenderskiego AZ Alkmaar, skąd po trzech latach gry, odszedł do CSKA Moskwa. Stołeczny klub zapłaciły za jego transfer 6 mln euro.
W styczniu 2015, Rosjanie rozwiązali za porozumieniem stron kontrakt z piłkarzem, powołując się na nieustające dolegliwości gastryczne piłkarza. Piłkarz zdecydował się wrócił do rodzinnej Kalmar FC, gdzie grał do zakończenia sportowej kariery w 2020 roku. 

## Kariera reprezentacyjna
W reprezentacji Szwecji zadebiutował 24 stycznia 2009 roku w meczu ze Stanami Zjednoczonymi. 
Piłkarz ma za sobą również występy w reprezentacji Szwecji do lat 21.

## Sukcesy

### Klubowe
Kalmar FF
- Allsvenskan: 2008
- Puchar Szwecji: 2007
- Superpuchar Szwecji: 2009

CSKA Moscow
- Primjer Liga: 2012–13, 2013–14
- Puchar Rosji: 2012–13
- Superpuchar Rosji: 2013, 2014